# Хоробровская ГЭС
Хоробровская мини-гидроэлектроста́нция (Хоробровская ГЭС, Хоробровская МГЭС) — малая гидроэлектростанция на реке Нерль-Волжская Переславского района Ярославской области у деревни Хороброво Андриановского сельского округа.

## История
Хоробровскую ГЭС начали строить в 2002 году около места, где до 1950-х годов действовала сельская Нерли-Волжская ГЭС мощностью 40 кВт, а до неё — плотина с мельницей. Начала работу в 2003 году. В 2019 году продана ПАО «РусГидро» частному лицу.

## Общие сведения
Конструктивно является ГЭС руслового типа. Используется как полигон для испытания новых типов затворов и турбин для малых ГЭС. 